# Зори (Донецкая область)
Зори (укр. Зорі) — село на Украине, находится в Тельмановском районе Донецкой области. Под контролем самопровозглашённой Донецкой Народной Республики.

## География
Село расположено на левом берегу реки под названием Грузский Еланчик. К востоку от населённого пункта проходит граница между Украиной и Россией.
С: Садки, Михайловка, Греково-Александровка (все выше по течению Грузского Еланчика)
СЗ: Зерновое
СВ: Новоалександровка
З: Свободное, Терновка
В:  Радянское (на противоположном берегу Грузского Еланчика)
ЮЗ: Калинино, Октябрьское
ЮВ: Оболонский (Российская Федерация)
Ю: Ивановка, Коньково (все ниже по течению Грузского Еланчика)

## Население
Население по переписи 2001 года составляло 197 человек.

## Общие сведения
Код КОАТУУ — 1424883204. Почтовый индекс — 87100. Телефонный код — 6279.

## Адрес местного совета
87170, Донецкая область, Тельмановский р-н, с.Михайловка, ул.Центральная, 13а